# Speedracer
Speedracer (ook wel Extended Jumbo Jet) is de verzamelnaam voor vier stalen custom-achtbanen die gebouwd zijn door Anton Schwarzkopf. Het zijn variaties op de Jet Star-reeks, genoemd naar het derde model uit die reeks, de Jumbo Jet.
Bij de Speedracer kon de klant zelf de lay-out van de baan kiezen. Zo werden er banen gebouwd van 700 tot 950 meter lang, 17 tot 25 meter hoog en met snelheden van 66 tot 83 kilometer per uur.
Een typerend element voor het model is de Elektrische spiraallift, die ook op de toen reeds ontworpen Jet Star II en de Jumbo Jet terug te vinden is.

## Voorbeelden
- Whizzer in  Six Flags Great America
- Big Bend in  Six Flags Over Texas

Lijst van achtbaanmodellen ontworpen door Anton Schwarzkopf